# Chris Sadrinna
Christopher "Chris" Sadrinna es un actor australiano, conocido por haber interpretado a Brad Armstrong en la serie Home and Away.

## Biografía
Es buen amigo de la actriz Holly Brisley.

## Carrera
En 1996 apareció en la serie policíaca Blue Heelers donde interpretó a Scott Osbourne.
En el 2000 apareció como invitado en la serie BeastMaster donde dio vida a Jem . Anteriormente había aparecido por primera vez en la serie en 1999 donde interpretó a Paj durante el episodio "The Island".
En el 2006 se unió al elenco de la popular serie australiana Home and Away donde interpretó al director Brad Armstrong, el hermano de Rachel Armstrong (Amy Mathews) hasta el 2007 después de que su personaje recibiera una oferta para dirigir una escuela en Tasmania y decidiera mudarse.
En el 2009 apareció como invitado en la serie Underbelly: A Tale of Two Cities donde interpretó a Greg Ollard, un distribuidor de heroína y ayudante criminal Terry "Mr. Asia" (Matthew Newton), Greg es asesinado por Terry. Ese mismo año obtuvo un pequeño papel en  la película X-Men Origins: Wolverine donde interpretó a Van Mier.

## Filmografía
Series de televisión
| Año         | Título                           | Personaje         | Notas                                 |
| ----------- | -------------------------------- | ----------------- | ------------------------------------- |
| 2009        | Underbelly: A Tale of Two Cities | Greg Ollard       | 2 episodios                           |
| 2006 - 2007 | Home and Away                    | Brad Armstrong    | 198 episodios                         |
| 2000        | All Saints                       | David             | episodio "One for the Road"           |
| 2000        | Water Rats                       | Derek van Hargaan | episodio "One Good Turn"              |
| 2000        | BeastMaster                      | Jem               | episodio "Gemini"                     |
| 1996        | Blue Heelers                     | Scott Osbourne    | episodio "The Principle of the Thing" |

Películas
| Año  | Título                   | Personaje | Notas |
| ---- | ------------------------ | --------- | --- |
| 2009 | Bad Bush                 | Weaver    | junto a Viva Bianca, Jeremy Lindsay Taylor & Malcolm Kennard                                                       |
| 2009 | X-Men Origins: Wolverine | Van Mier  | junto a Hugh Jackman, Liev Schreiber, Danny Huston & Tim Pocock                                                    |
| 2002 | Garage Days              | Lucy      | junto a Kick Gurry, Russell Dykstra, Brett Stiller, Andy Anderson, Marton Csokas, Holly Brisley & Matthew Le Nevez |
| 1999 | Kick                     | Smithy    | junto a Martin Henderson, Radha Mitchell, Jason Clarke, Laurence Breuls & Kip Gamblin                              |
| 1999 | Monster!                 | Larry     | junto a Brendan Cowell, Jeremiah Dupre, Christopher Morris, Tobias Mehler & Sophie Monk                            |
| 1999 | First Daughter           | Eric      | junto a Mariel Hemingway, Doug Savant, Alan Dale, Dominic Purcell & Tempany Deckert                                |
| 1998 | Thump                    | Peter     | corto - junto a John Brumpton, Neil Foley, Tania Lacy & Paul Livingston                                            |

## Premios y nominaciones
| Año  | Categoría                    | Premio      | Serie         | Resultado |
| ---- | ---------------------------- | ----------- | ------------- | --------- |
| 2007 | Most Popular New Male Talent | Logie Award | Home and Away | Nominado  |